# Les Perdants magnifiques
 (février 2020).
Si vous disposez d'ouvrages ou d'articles de référence ou si vous connaissez des sites web de qualité traitant du thème abordé ici, merci de compléter l'article en donnant les références utiles à sa vérifiabilité et en les liant à la section « Notes et références ».
Les Perdants magnifiques (Beautiful Losers) est un roman de Leonard Cohen, publié en 1966.
Second roman de l'écrivain canadien qui n'était pas encore, au moment de la publication de ce livre, une vedette de la musique, Beautiful Losers est un des romans expérimentaux les plus connus des années 1960.